# Olle Boström
Olle Boström, född 19 november 1990 i Sollentuna, är en svensk orienterare. 2015 tog han brons i Medeldistans vid Världsmästerskapen i Skottland endast 13 sekunder från guld, och han har även bronsmedalj från VM 2011 då i stafett. Boström har även tagit alla valörer av SM-medaljer, fyra JVM-medaljer varav två guld, åtta JSM-medaljer inklusive guld.
Hans moderklubb är Enebybergs IF men idag orienterar han för Järla Orientering